# 1715 Сали
1715 Сали (енгл. 1715 Salli) је астероид главног астероидног појаса. Приближан пречник астероида је 23,10 km,
а средња удаљеност астероида од Сунца износи 2,399 астрономских јединица (АЈ).
Инклинација (нагиб) орбите у односу на раван еклиптике је 11,464 степени, а орбитални период износи 1357,640 дана (3,717 године). Ексцентрицитет орбите астероида износи 0,240.
Апсолутна магнитуда астероида износи 12,10 а геометријски албедо 0,047.
Астероид је 1951. године открио фински астроном Хејки Аликоски.